# Merville (Nord)
Merville (Niederländisch: Meregem, Mergem, lat.: Mergemum) ist eine französische Stadt mit 9.729 Einwohnern (1. Januar 2022) im Département Nord in der Region Hauts-de-France.

## Geographie
Die Stadt liegt an der Mündung der Bourre in die Leie in Französisch-Flandern an der Grenze zum Département Pas-de-Calais, 13 Kilometer nördlich von Béthune. Nachbargemeinden sind Vieux-Berquin, Neuf-Berquin, Estaires, Lestrem, Calonne-sur-la-Lys, Saint-Venant sowie Hazebrouck.
Der Flughafen Merville-Calonne liegt südlich des Ortes.

## Geschichte
Ende des 7. Jahrhunderts gründete Maurant, der Herzog von Douai, in der Nähe der Leie ein Kloster und einen Ort names Bruël. Die Leitung übertrug er 690 an einen verbannten Bischof namens Aimé de Sion (Saint-Amé).
Um das Kloster herum entwickelte sich eine Siedlung, die 697 mit dem lateinischen Namen Maurontivilla - Broislum bezeugt ist. In einer Urkunde aus dem Jahr 1076 wies König Philipp I. die Rechte und Güter der nun unter dem Namen Menrivilla bekannten Stadt dem Kollegiatstift Saint-Amé in Douai zu. 1431 erhielt Meerghem (flämisch, übersetzt in etwa „Meerheim“) von Philipp dem Schönen das Privileg für die Tuchherstellung. Derselbe König unterzeichnete zwanzig Jahre später die Ghisle de Menreville, deren 49 Artikel eine erste echte Charta für Merville beinhalteten. Durch den Frieden von Nimwegen wurde die Stadt 1678 an das Königreich Frankreich angegliedert.
Zwischen 879 und 1940 wurde die Stadt 11 Mal vollständig oder teilweise zerstört. Viele der heutigen Häuser im neoflämischen Stil stammen aus der Zeit des Wiederaufbaus nach dem Ersten Weltkrieg.
Zu Beginn des Zweiten Weltkrieges wurde der Flugplatz zunächst von den Engländern genutzt (vor allem von Hawker Hurricanes…), danach von den Deutschen eingenommen (Messerschmitt Bf 110), letztere verwandelten die vorhandene Grasfläche in ein von Bunkern umgebenes Flugfeld mit asphaltierten Rollfeldern. Die Amerikaner verwendeten die Infrastruktur während der Befreiung der Stadt zur Wartung und Reparatur ihrer Flugzeuge, insbesondere ihrer schweren Bomber (Boeing B-17…).
Am 12. Juni 1944 verursachte ein Luftangriff der USAAF zahlreiche Todesopfer auf der Achse der heutigen Rue du Général de Gaulle - Rue du docteur Rousseau, dabei wurde die Gedenkstätte für die Opfer des Ersten Weltkrieges an den deux-ponts beschädigt. Der Angriff war auf eine Zielverwechslung zurückzuführen, in der Tat hatte zu diesem Zeitpunkt bereits die Landung der Alliierten begonnen und die Piloten glaubten offenbar, als sie die vielen Menschen auf den Straßen sahen, an deutsche Verstärkung oder Flüchtlinge.

## Bevölkerungsentwicklung
| Jahr                       | 1962 | 1968 | 1975 | 1982 | 1990 | 1999 | 2006 | 2013 | 2020 |
| Einwohner                  | 8289 | 8601 | 8658 | 9050 | 9026 | 8903 | 8765 | 9713 | 9692 |
| Quellen: Cassini und INSEE |      |      |      |      |      |      |      |      |      |

## Sehenswürdigkeiten
- Kirche Saint-Pierre
- Kirche Notre-Dame-des-Affligés im Ortsteil Le Sart
- ehemalige Kirche Saint-Gohard (heute Empfangsraum) im Ortsteil Caudescure

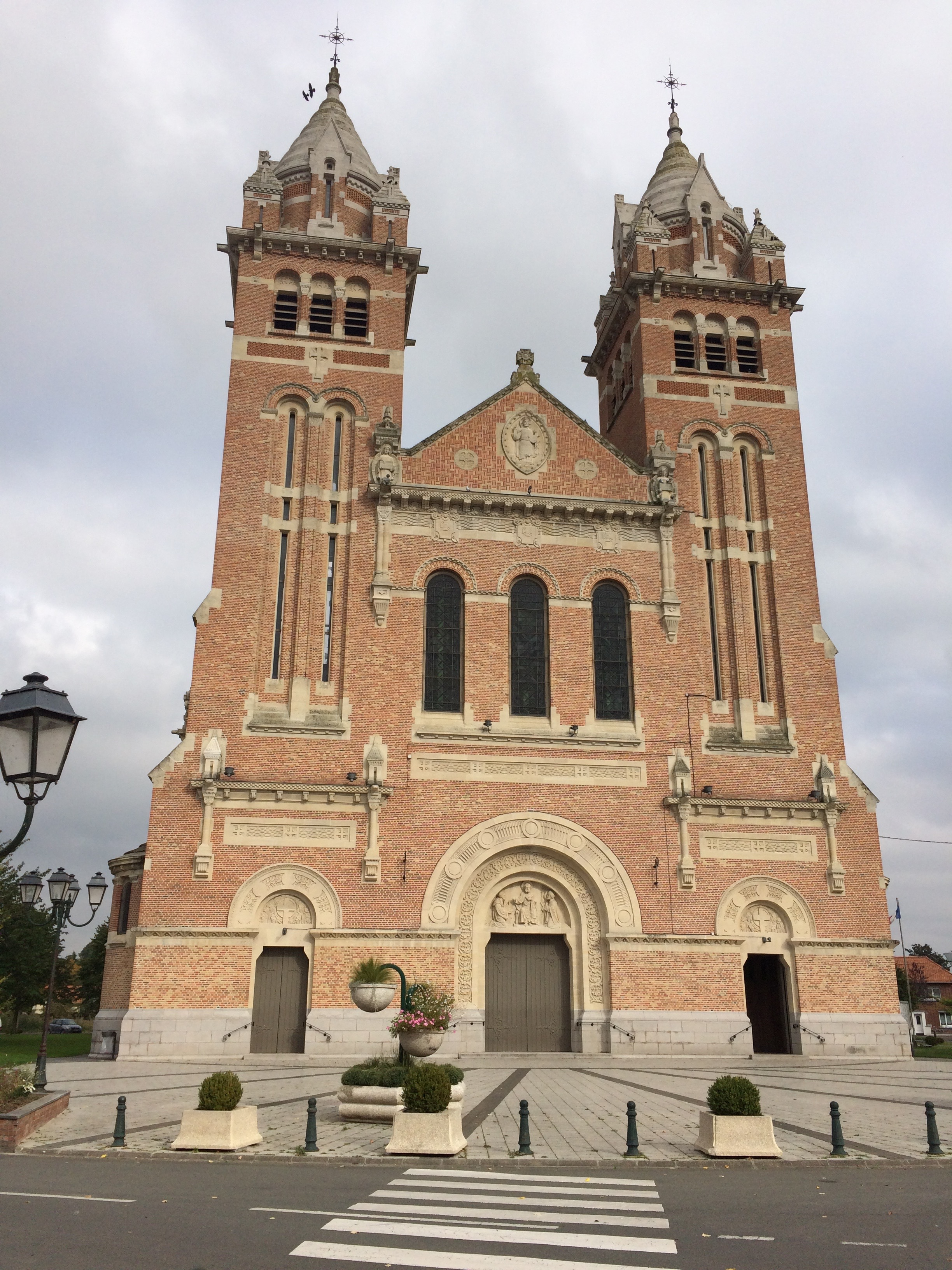
Kirche Saint-Pierre

- Wasserturm
- Soldatenfriedhof

## Persönlichkeiten
- Robert Bart (* 1930 in Merville; † 2003 in Lille), Hürdenläufer und Sprinter